# لوند تاج‌کوتاه
لوند تاج‌کوتاه (نام علمی: Lophornis brachylophus) نام یک گونه از سرده لوندها است.